# شهرزاد ليست مغربية
شهرزاد ليست مغربية كتاب للباحثة وعالمة الإجتماع المغربية فاطمة المرنيسي، ترجمته إلى العربية المترجمة ماري طوق. صدرت الطبعة العربية الأولى سنة 2002 عن الناشران المركز الثقافي العربي ودار الفنك في 200 صفحة.

## تحليل دلالة العنوان
عنوان كتاب "شهرزاد ليست مغربية" للباحثة وعالمة الاجتماع المغربية فاطمة المرنيسي يحمل في طياته دلالات عميقة تعكس مضامين العمل وتوجهه النقدي. كلمة "شهرزاد" تستحضر شخصية الراوية الشهيرة في ألف ليلة وليلة، التي ترمز إلى الحكمة والذكاء والقدرة على سرد القصص بمهارة تثير الاهتمام. لكن إضافة النفي "ليست مغربية" توحي بوجود تباين أو انفصال بين الصورة التقليدية المثالية لشخصية مثل شهرزاد وبين الواقع الاجتماعي والثقافي الذي تعيشه النساء المغربيات. العنوان يشير إلى محاولة إعادة النظر في الأدوار النمطية والتقليدية المخصصة للمرأة في المجتمع المغربي، وتسليط الضوء على التحديات والصراعات التي تواجهها المرأة خارج إطار الصور النمطية والرومانسية. كما يكشف عن بحث المرنيسي في الهوية والاختلاف، ويؤكد على ضرورة تجاوز الأحكام المسبقة لفهم الواقع النسائي بعمق ودقة، بعيدًا عن الأوهام والتعميمات الثقافية. بهذا يكون العنوان مفتاحًا لفهم الرؤية النقدية التي تبناها الكتاب في مناقشة قضايا المرأة والهوية في المغرب.

## نبذة عن الكتاب:
هذا الكتاب عبارة عن رحلة فكرية استقصائية تبحث في المجتمع المغربي، ترصد فيه «موقع المرأة المغربية وتحولات فعاليتها والنظرة إليها على الصعيدين الفكري والاجتماعي خلال فترات زمنية متعاقبة في محاولة ومن وحي شهرزاد» تحكي فيه الكاتبة عن أهمية التعليم للمرأة؛ وتشير إلى الانتقال الذي حدث للمجتمع العربي حينما أُتيحت للنساء فرصة التعليم في الأربعينات في «وأن هذه المسألة كانت الضربة القاضية لهذا المغرب التقليدي بثقافته النخبوية، ونقطة البداية في الوقت نفسه للمغرب الجديد الديمقراطي».
تقول في كتابها:
إن الشعب القوي هو من تثقف وتدرب وفق التكنولوجيا المتطورة وليس ذلك الجالس فوق أطنان من الأسلحة واضعاً إصبعه على الزناد، أياً تكن الضحية المستهدفة سواء في الداخل أو الخارج.

## فهرس الكتاب
- مقدمة للطبعة الثانية
- اعتراف
- شهرزاد ليست مغربية
- مكتبة شهرزاد
- التوزيعة الجديدة أو ضرورة لعب ورقة العصر
- التحول: الهوية الجنسية الجديدة
- الصناعي وابنته والخادمة والدولة
- عاملات الدار البيضاء
- الوداع ل " أولاد العائلة"
- محمد الخامس- العالم والفتاة
- بالنسبة لليوطي
- ن لاتهم النخبة الذكورية المحلية
- محمد الخامس في القمر
- 193 فتاة في الثانموي عام 1951
- 1948: فرع للبنات في مسجد القرويين
- في التسعينات الفرص متاحة جدا
- الشعيبية والاخريات
- نجاة بن حمو
- شركة تصنيع الكهرباء اللاسلكية
- في مواجهة عاملات سنغافورة
- صناعة الكترونية وطنية
- حلم لطيفة: صناعة نسيج أكثر انسانية
- ميزانية وزارة التربية
- خاتمة
- كلمات شكر

## نقد الصور النمطية للمرأة في الثقافة المغربية
يتناول الكتاب نقداً عميقاً للصور النمطية التي رسختها الثقافة المغربية التقليدية حول دور المرأة وصفاتها، حيث تعرض المرنيسي لمفارقات كبيرة بين الصورة المثالية التي تسعى المجتمعات إلى فرضها على النساء وبين الواقع المعاش الذي يشهد العديد من القيود الاجتماعية والاقتصادية والسياسية. وتبرز من خلال النص محاولات تفكيك هذه الصور، والبحث في كيف تؤثر التقاليد والأنظمة الاجتماعية على حرية النساء في اختيار مصيرهن وهويتهن الحقيقية، بعيداً عن الأساطير والمقولات التي لا تتماشى مع تحولات المجتمع الحديث.

## الهوية النسائية بين التقليد والمعاصرة
يتناول الكتاب صراع الهوية الذي تعيشه المرأة المغربية بين تمسكها بجذورها الثقافية والتقاليد من جهة، ورغبتها في التحرر والانخراط في العصر الحديث من جهة أخرى. فالعنوان «شهرزاد ليست مغربية» يرمز إلى هذا التوتر، حيث تحاول الكاتبة أن تكشف عن تعقيدات الهوية النسائية المغربية التي لا يمكن اختزالها في قالب واحد أو صورة نمطية واحدة. وتعرض المرنيسي كيف أن النساء المغربيات في سياقات متعددة يواجهن تحديات كبرى للتوفيق بين متطلبات التقاليد وضرورة التغيير، مما يجعل الهوية النسائية فضاءً مفتوحاً للحوار والنقاش المستمر.

## تأثير الرواية على النقاش حول الهوية والمرأة في المجتمع المغربي
تُعتبر رواية "شهرزاد ليست مغربية" لفاطمة المرنيسي من الأعمال الأدبية التي أثرت بشكل كبير في النقاشات الفكرية والاجتماعية حول موضوعات الهوية والمرأة في المغرب. إذ تسلط الرواية الضوء على التوترات التي تواجهها المرأة المغربية بين القيم التقليدية والمتطلبات الحديثة، وتكشف عن الصراعات الداخلية والخارجية المرتبطة بتحديد الذات داخل مجتمع متعدد الأبعاد الثقافية والدينية. كما تعكس الرواية رؤية نقدية تجاه الصور النمطية والهويات المغلقة التي تحاول إقصاء النساء من فضاءات الفعل والتغيير، مما يجعلها نقطة انطلاق مهمة لفهم التحولات الاجتماعية والثقافية في المغرب الحديث.

## انظر أيظا
- الحب في البلدان الاسلامية
- الحريم السياسي
- نساء على أجنحة الحلم
- هل أنتم محصنون ضد الحريم؟